# Marlon Devonish
Marlon Devonish, brittisk (engelsk) friidrottare, född 1 juni 1976 i Coventry, England. Devonish springer 100 m, 200 m samt 4x100 meter. Devonish främsta merit kom i Olympiska sommarspelen 2004 i Aten då han tillsammans med Jason Gardener, Darren Campbell och Mark Lewis-Francis tog guld i stafetten 4x100 meter genom att besegra de amerikanska favoriterna med en hundradel. Devonish löpte tredjesträckan, vilket han oftast gör då han anses vara en av världens främsta kurvlöpare. Denna brittiska stafettseger 28 augusti 2004 räknas efter segern på 4x400 meter i VM 1991 som Storbritanniens främsta stafettseger genom tiderna. Vid sidan av OS-guldet har Devonish vunnit ett silver (1999) och två brons (2005 och 2007) med Storbritannien i VM-stafetter. Individuellt har Devonish främst gjort sig ett namn som 200-meterslöpare men Devonish har på senare år framstått som britternas främste även på 100 meter; bland annat deltog han som ensam britt i VM-finalen 2007 och blev sjätte man i mål på tiden 10,14.

## Meriter
Guldmedaljer
- OS 2004 4x100 meter (Storbritannien: Gardener, Campbell, Devonish och Lewis-Francis, 38,07)
- EM 2006 4x100 meter (Storbritannien: Chambers, Campbell, Devonish och Lewis-Francis, 38,91)
- Samväldesspelen 1998 4x100 meter (England: 38,20)
- Samväldesspelen 2002 4x100 meter (England: Gardener, Devonish, Condon och Campbell, 38,62)
- Inomhus-VM 2003 200 meter (20,62)

* EM 2002 4x100 meter (Storbritannien: Malcolm, Campbell, Devonish och Chambers, 38,19) segern fråntogs britterna då Dwain Chambers befanns vara dopad
Silvermedaljer
- VM 1999 4x100 meter (Storbritannien: Gardener, Campbell, Devonish och Chambers, 37,73)
- Samväldesspelen 2002 200 meter (20,19)

Bronsmedaljer
- VM 2005 4x100 meter (Storbritannien: Gardener, Devonish, Malcolm och Lewis-Francis, 38,27)
- VM 2007: 4x100 meter (Storbritannien: Malcolm, Pickering, Devonish och Lewis-Francis, 37,90)
- EM 2002 200 meter (20,24)
- EM 2006 200 meter (20,54)

## Personliga rekord
- 100 meter: 10,06, Lausanne, Schweiz, 10 juli 2007
- 200 meter: 20,19, Manchester, England, 29 juli, 2002
- 400 meter: 46,83 (2000)